# Günther Klinge
Günther Klinge (* 15. April 1910 in Berlin; † 27. Mai 2009 in Grünwald) war ein deutscher Unternehmer, Autor und Mäzen.

## Leben
Klinge wurde 1910 in Berlin geboren. Sein Vater Adolf Klinge (1886–1970) gründete 1933 Klinge Pharma. Klinge übernahm 1948 die neu gegründete Zweigniederlassung in München. Ein Jahr später wurde auch der Hauptsitz nach München verlegt.
Klinge interessierte sich für die japanische Kultur und schrieb einige Bücher über Haiku. Seit seiner Jugend begann er als Autodidakt zu malen. Von 1934 bis 1939 lernt er bei dem Maler Fritz Lugan. Er war von 1992 bis 1995 Präsident der Deutsch-Japanischen Gesellschaft und war Mitglied der Deutschen Haiku-Gesellschaft. Er beteiligte sich durch Spenden an der Renovierung der Pfarrkirche Scharnitz im Jahr 1986. Von 1970 bis 2004 unterstützte er den „Verein der Musikfreunde Gauting e.V.“, indem er das jährliche Defizit ausglich.
Er lebte von 1955 bis 1982 in Gauting. Nach ihm ist der 1980 gegründete Gautinger Kulturpreis benannt, der mit 3.000 Euro dotiert ist.
Er war mit Lotte Habermann-Klinge verheiratet und hatte zwei Kinder.

## Ehrungen
- 1972: Ehrensenator Universität Salzburg
- 1977: Ehrenbürger von Gauting[8]
- 1981: Bundesverdienstkreuz 1. Klasse[7]
- 1986: Orden der Aufgehenden Sonne verliehen von Kaiser Hirohito[7]
- 1995: Ehrensenator der TU München[9]
- Ehrenbürger von Scharnitz[7]
- Günther-Klinge-Brücke in Scharnitz[10]
- Bayerischer Verdienstorden[11]
- Ehrensenator Dokkyō-Universität Tokio[7]

## Werke (Auswahl)
- Kushū. 6 Bände, Haiku Verlag, München 1975–1990.
- Mit Mark Lothar: 8 Haiku von Günther Klinge: für Sopran, Flöte, Viola, Schlagzeug und Klavier. Amadeus Verlag, Winterthur 1977.
- Drifting with the moon. Übersetzt von Ann Atwood, Tuttle Verlag, Rutland 1978, ISBN 0-8048-1296-9.
- Day into night: A Haiku journey. Übersetzt von Ann Atwood, Tuttle Verlag, Rutland 1980, ISBN 0-8048-1340-X.
- Der Zukunft vertrauen: e. Jahreszyklus in dt. Haiku. Thorbecke, Sigmaringen 1981, ISBN 978-3-7995-1620-4.
- Mit Ann Atwood: Im Kreis des Jahres. Penguin Verlag, Innsbruck 1982, ISBN 978-3-7016-2121-7.
- Mit Ann Atwood: Lebe den Tag. Penguin Verlag, Innsbruck 1983, ISBN 978-3-7016-2149-1.
- Bilder und Worte. Haiku Verlag, München 1990, ISBN 978-3-926289-02-5.
- Eine kleine Sicherheit: Gedichte. Haiku Verlag, München 1995.
- Steingartenstille: vertonte Haiku nach Texten von Günther Klinge. Bonn 2001.